# Campo de Murcia

Situación del Campo de Murcia dentro de su municipio

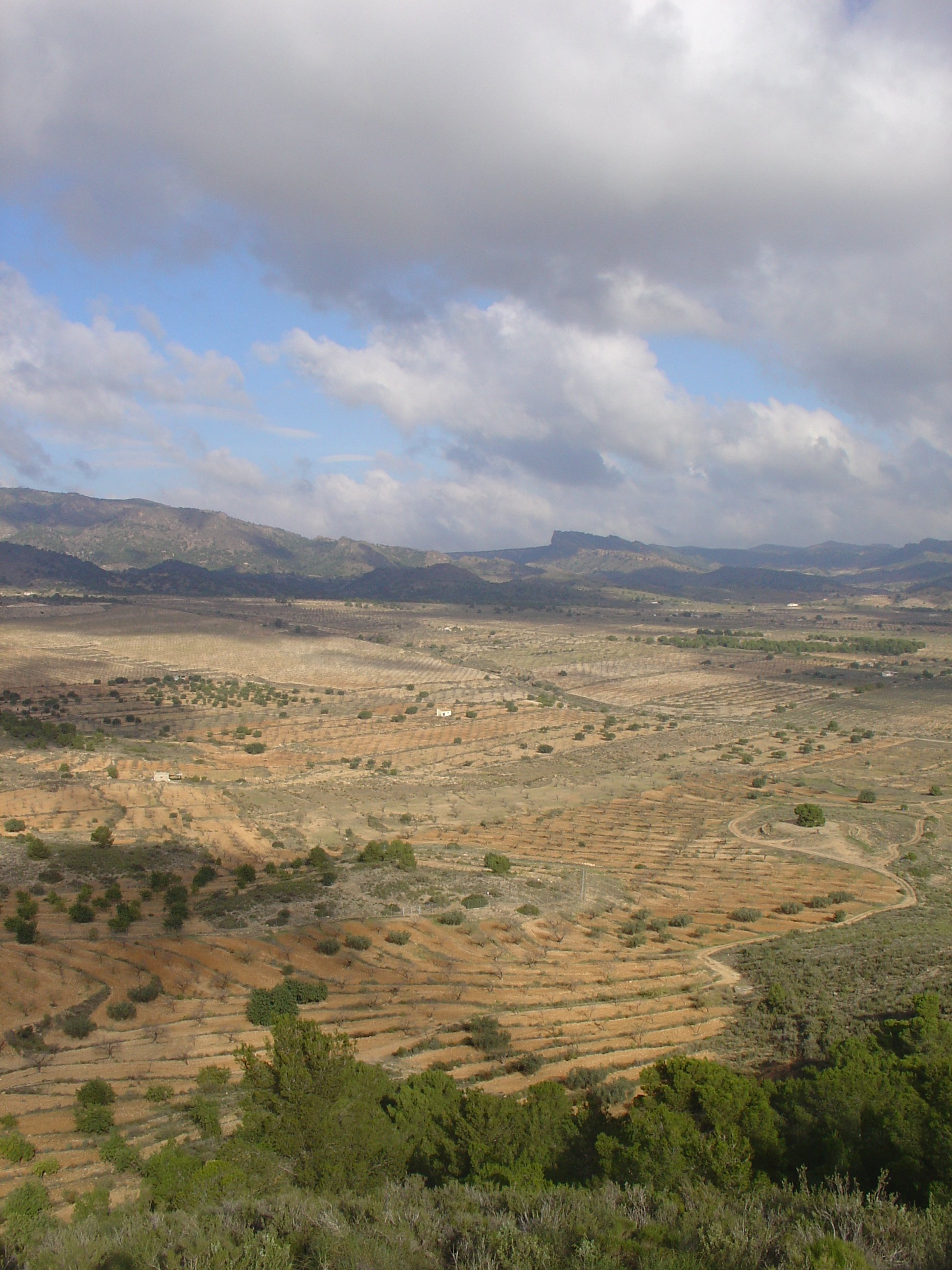
Almendros al sur de la sierra de Carrascoy, un paisaje típico del Campo de Murcia.

Se denomina Campo de Murcia a la parte del municipio de Murcia situada en la comarca natural del Campo de Cartagena, al sur de las sierras de Carrascoy, El Valle, Columbares y Altaona. Tiene una población de 12.812 habitantes.

## Denominación
La denominación de Campo de Murcia para esta parte del término municipal de la capital se remonta a la época en que la llanura litoral hoy llamada Campo de Cartagena se dividía entre los municipios de Murcia y Cartagena, utilizando como divisoria la rambla de El Albujón, quedando la zona norte como perteneciente a la ciudad de Murcia, por lo que de ahí el apelativo "de Murcia".
A pesar de que el propio concejo de la capital también podía referirse al mismo como Campo de Cartagena. Así, en 1479 el Concejo de Murcia advierte:

"que ninguna persona que tienen heredades en el campo realengos... que no puedan vedar a otros qualesquier personas el beber de las aguas a pastores ni a caminantes, e asi mismo cazar, e coger madera... qualesquier persona a quien el conçejo ha dado, e diere de aqui adelante, labores en el Campo de Cartagena, no defienda a los vezinos desta çibdad, la caça, e madera e coger la grana, e el paçer so pena que perderá el heredamiento que el concejo le dio e ha dado..."

## Características

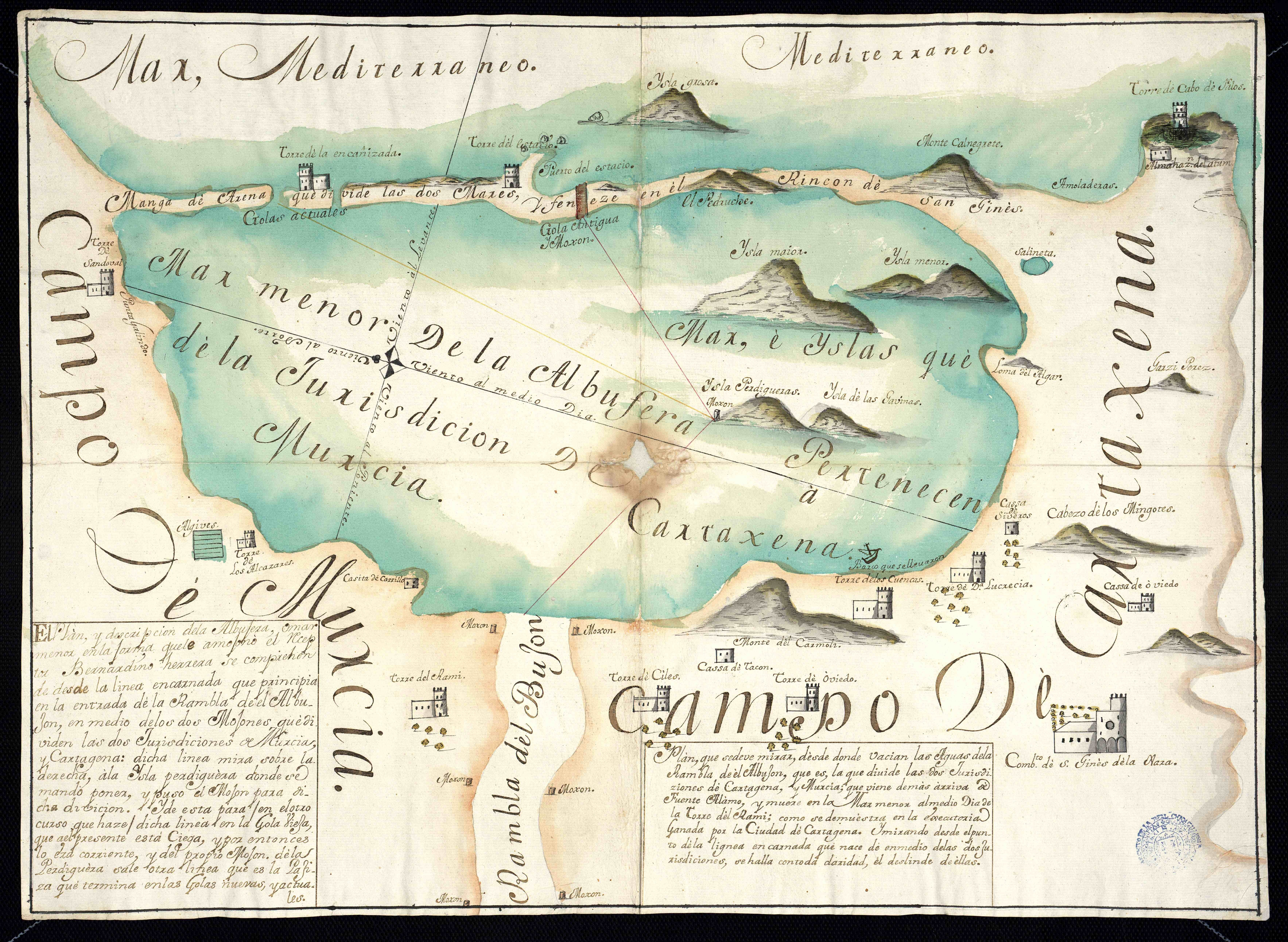
Mapa de 1736 donde aparece el campo de Murcia delimitado por el Mar Menor y la rambla del Albujón

El Campo de Murcia tiene algunas características que lo diferencian del resto del término municipal, ya que al estar fuera del valle del Segura y contar consecuentemente con una secular escasez de agua, la densidad de población siempre ha sido menor. Los principales pasos naturales o puertos que lo comunican con la vega segureña son el puerto de San Pedro, el Garruchal y el puerto de La Cadena. 
Las pedanías que forman el Campo de Murcia son Baños y Mendigo, Carrascoy-La Murta, Corvera, Gea y Truyols, Jerónimo y Avileses, Lobosillo, Los Martínez del Puerto, Sucina y Valladolises y Lo Jurado.
Estas nueve pedanías ocupan 375,02 km², lo que representa casi la mitad (45,53%) del territorio municipal de Murcia. Sin embargo su población es de apenas 10.846 habitantes (2008) lo que representa un 2,52% del total municipal. La densidad de población es de apenas 28,92 hab/km² muy por debajo de los 828 hab/km² del resto del municipio.
Las pedanías del campo de Murcia son de una extensión media mucho mayor que el resto de las pedanías del municipio: la más pequeña es Lobosillo que ocupa el puesto 19.º por tamaño entre las 54 pedanías del término municipal mientras que otras ocho están entre las doce más grandes. En cuanto a la población sucede lo contrario: la más poblada es Corvera que ocupa el puesto 34º por población mientras que otras ocho están entre las catorce con menor población.
La distribución de la población también es diferente al resto del término municipal, con núcleos de población escasos, pequeños y alejados entre sí y grandes espacios sin urbanizar. 
Su vinculación comarcal la comparte entre la comarca de la Huerta de Murcia y la comarca del Campo de Cartagena, ya que hidrográficamente no pertenece al valle del río Segura puesto que sus aguas pluviales no van a dicho río, sino al Mar Menor mediante diferentes ramblas; además, a diferencia del resto del municipio de Murcia sus tierras eran sobre todo de secano y no de regadío, aunque en la actualidad, gracias al agua del trasvase Tajo-Segura se ha incrementado el regadío mejorando notablemente su productividad y su renta agrícola. Por ello la gestión del agua en toda esta zona está encomendada a la Comunidad de Regantes del Campo de Cartagena.
En Sucina pueden encontrarse molinos de viento típicos del Campo de Cartagena.